# Chip Away the Stone
Chip Away the Stone är en låt av Aerosmith skriven av Richie Supa. Låten släpptes som singel från livealbumet Live! Bootleg och nådde nummer 77 på Billboard Hot 100. Den version som finns med på livealbumet är inspelad den 4 juni 1978.